# Independencia de Bolivia
La Independencia de Bolivia fue un proceso revolucionario por el que se creó la República de Bolivia como estado independiente el 6 de agosto de 1825, mediante la Declaración de Independencia. Parte de su territorio actual era conocido en el pasado con la designación administrativa oficial de Real Audiencia de Charcas, perteneciente al Virreinato del Río de la Plata ó Virreinato de Buenos Aires, quienes denominaron "Alto Perú" a la Audiencia de Charcas.
Por su ubicación intermedia entre el Bajo Perú y las provincias del Río de la Plata, el proceso independentista estuvo íntimamente ligado a la Independencia de la Argentina y a la posterior Independencia del Perú. Para contener el avance independentista de las Provincias Unidas del Río de la Plata, el virrey del Perú, José Fernando de Abascal incorporó bajo su autoridad la Audiencia de Charcas, como lo había sido hasta 1776, y desplegó sobre ella el Ejército Real del Perú. Entre 1810 y 1826, el "Alto Perú" fue escenario de numerosos combates y batallas entre los realistas peruanos y altoperuanos y los patriotas argentinos y altoperuanos, a los que se sumarían después de la batalla de Ayacucho los secesionistas del Perú y la Gran Colombia al mando de Antonio José de Sucre, y que conseguirían finalmente obtener la independencia en los territorios que permanecerían bajo control realista.
La independencia de Bolivia fue reconocida por España en Madrid el 21 de julio de 1847.

## Levantamientos indígenas
En 1779 se produjo un levantamiento de indígenas, liderados por Tomás Katari contra los abusos de la mita de parte de los intereses mineros de la zona, centrados en el corregidor Alós. Tomás Katari fue apresado y, mientras era conducido para ser juzgado, fue asesinado lanzándolo por un barranco. Dámaso y Nicolás Katari continuaron liderando la rebelión, llegando a poner cerco a la ciudad de Chuquisaca (actual Sucre). Poco después, en 1780 y 1781 se produjeron los grandes levantamientos quechua-aimara, liderados por Túpac Amaru II en el Cuzco y Julián Apaza en Charcas. El crimen contra Tomas Katari adelantó los planes insurreccionales de Tupac Amaru, pero Julián Apaza esperó a que madurara su movimiento y formó un ejército de 40.000 hombres. 
Se declaró "Virrey" y tras adoptar el nombre de Túpac katari decretó el exterminio de la «raza blanca». Invadió Puno y puso sitio a la ciudad de Chuquiago (hoy La Paz) dos veces. Andrés Túpac Amaru, hermano del líder quechua, que había asumido la dirección del movimiento después de la captura y ejecución de Túpac Amaru, se unió a Túpac Katari en el segundo cerco a La Paz, para maniobras políticas y militares, así como líderes originarios contrarios al levantamiento acabaron con el mismo. Los cabecillas fueron apresados y ejecutados. Katari fue descuartizado en vida mediante el procedimiento de ser amarrado de pies y manos a cuatro caballos jalando en sentidos opuestos. Junto a él fueron muertos casi todos sus familiares incluyendo a su esposa Bartolina Sisa.
Los sublevados estuvieron a punto de tomar La Paz, que resistió el sitio bajo la dirección del intendente Segurola.

## Movimientos independentistas

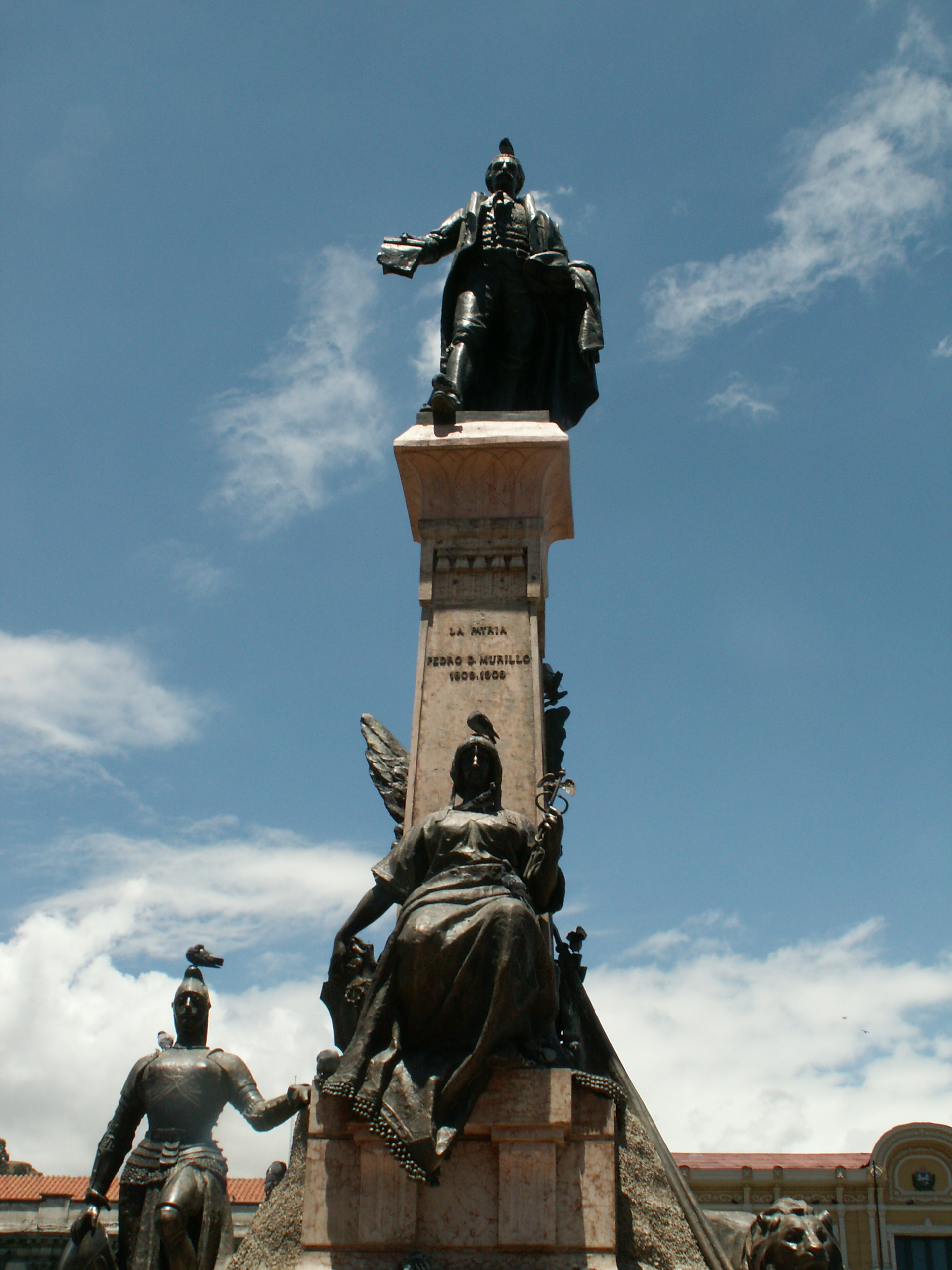
Monumento a Pedro Murillo, líder de la revolución independentista boliviana del 16 de julio de 1809 por la que fue ahorcado por las autoridades coloniales.

El 25 de mayo de 1809 se realizó la Revolución de Chuquisaca, que fue el primer grito libertario de América del Sur, encabezada por Bernardo Monteagudo, Jaime de Zudáñez y otros que mantenían fidelidad al Rey Fernando VII, quien era prisionero de José Bonaparte y buscaban evitar que la infanta Carlota Joaquina de Borbón asumiera el trono de España en América. En esas circunstancias, un mes y medio después, se creó la Junta Tuitiva, liderada por Pedro Domingo Murillo. Este impulsaba la independencia, pero fue violentamente reprimida por el gobierno realista, ahorcando a los líderes independentistas.
Estos hechos sirvieron como elemento detonante para que en Buenos Aires destituyeran al virrey en 1810 y constituyera un gobierno formado mayoritariamente por criollos, para gobernar en nombre de Fernando VII y a la vez que se establecían juntas de autogobierno en diferentes ciudades del Alto Perú y del resto de Hispanoamérica.
La noticia de la caída del virrey Cisneros llegó a Potosí el 17 de junio de 1810 y a Chuquisaca el día 20, el presidente de Charcas, Vicente Nieto desarmó el cuerpo de Patricios de Buenos Aires que había llevado a esa ciudad el año anterior, expulsó a los oidores de la Real Audiencia y al fiscal, Juan Antonio Álvarez de Arenales y llamó a un congreso de gobernantes altoperuanos, al que sólo asistió el gobernador intendente de Potosí, Francisco de Paula Sanz. Se acordó pedir al virrey del Perú que las cuatro intendencias del Alto Perú fueran incorporadas a su virreinato, lo que fue aceptado por Abascal, quien nombró al general José Manuel de Goyeneche como su delegado en el Alto Perú.
El 14 de septiembre se produjo la Revolución de Cochabamba, siendo depuesto el gobernador intendente y el 23 de septiembre se procedió a la jura y reconocimiento de la Junta de Buenos Aires con Francisco del Rivero como gobernador, quien reunió unos 2.000 soldados y envió a Esteban Arce a ocupar Oruro, consiguiendo el 14 de octubre el triunfo en la Batalla de Aroma. El 24 de septiembre Santa Cruz de la Sierra proclamó su adhesión a la Primera Junta de Buenos Aires.

## Expediciones rioplatenses
La Primera Junta de Buenos Aires en una de sus primeras medidas creó un ejército especial, el Ejército del Norte (inicialmente denominado Ejército del Perú) para enfrentar a las tropas realistas en el Alto Perú, y después del fusilamiento del ex virrey Santiago de Liniers, lo puso al mando político de Juan José Castelli, uno de los líderes revolucionarios más radicales y con Antonio González Balcarce como jefe militar. En un primer momento, tras la derrota en el Combate de Cotagaita del 27 de octubre de 1810, las tropas independentistas y los jinetes chicheños al mando del Coronel Pedro Arraya vencieron a los realistas en la batalla de Suipacha el 7 de noviembre, tomando el control del Alto Perú. En Potosí, una junta depuso a Francisco de Paula Sanz, mientras que en Chuquisaca fueron apresados el mariscal Nieto y al general Córdova y el 19 de noviembre también en La Paz el intendente Domingo Tristán se pronunció a favor de la junta de Buenos Aires. Durante su gobierno Castelli tomó medidas drásticas que le ganaron la enemistad de gran parte de las clases acomodadas, como fusilar a los jefes realistas, entre ellos al gobernador presidente de la Audiencia de Charcas, mariscal Vicente Nieto, al intendente de Potosí, Francisco de Paula Sanz, al general Córdova y al obispo de La Paz, así como confiscar los bienes de los realistas. El general Juan Martín de Pueyrredón fue nombrado presidente de la Audiencia de Charcas.
El 25 de mayo de 1811, en las ruinas de Tiahuanaco y frente a una asamblea multitudinaria integrada por quechuas y aymaras, anuló el sistema de castas colonial, declaró la igualdad de razas y dispuso que cada intendencia enviaría un diputado indio al Congreso General. Cometió también la imprudencia de mostrar una actitud antireligiosa frente a poblaciones profundamente religiosas y finalmente detuvo la persecución de las fuerzas realistas dándoles tiempo a su reorganización. Poco después, el general realista José Manuel de Goyeneche, quien había pactado un armisticio de cuarenta días el 14 de mayo de 1811, organizó un gran ejército en el virreinato del Perú y derrotó a las tropas del Ejército del Norte en la batalla de Huaqui, el 20 de junio de 1811. Como consecuencia de esta batalla, Goyeneche se apoderó de La Paz y Cochabamba, luego avanzó hacia Chuquisaca derrotando a las tropas revolucionarias en la Batalla de Sipe Sipe el 13 de agosto, entrando luego en Potosí que había sido abandonada por Pueyrredón llevándose los caudales.
Juan Manuel Cáceres inició una revuelta en La Paz, pero fue derrotada por tropas indígenas. El 29 de octubre de 1811, Esteban Arce recuperó Cochabamba para los revolucionarios, pero tras la derrota de Pocoma el 24 de mayo de 1812, la ciudad volvió a manos realistas el 27 de mayo. Fuerzas rioplatenses al mando del general Eustoquio Díaz Vélez fueron derrotadas en Nazareno el 12 de enero de 1812.
Castelli fue reemplazado en el mando del Ejército del Norte por el abogado y también líder independentista Manuel Belgrano quien inició una Segunda Expedición al Alto Perú. Luego de derrotar a las tropas realistas al mando del general realista Pío Tristán en Tucumán y Salta las tropas argentinas volvieron a entrar a Potosí el 21 de junio de 1813. Belgrano nombró como gobernador de Potosí al coronel Urraz, de Cochabamba al coronel Juan Antonio Álvarez de Arenales y de Santa Cruz al coronel Warnes, como presidente de Charcas nombró a Francisco Antonio Ortiz de Ocampo. Sin embargo Belgrano tampoco tuvo éxito en esta campaña porque fue derrotado por el Ejército Realista, ahora al mando del Brigadier Joaquín de la Pezuela, en las batallas de Vilcapugio el 1 de noviembre de 1813 y Ayohuma, trece días después. Como consecuencia de estas derrotas, el Alto Perú volvió al control realista, bajo el virreinato del Perú y Belgrano se retiró a Jujuy.
Los rioplatenses Ignacio Warnes y Álvarez de Arenales continuaron la resistencia, consiguiendo este último las victorias de La Florida (24 de mayo de 1814) y Postrer Valle (4 de junio), el 5 de agosto fue vencido en Sumarpata. El 24 de septiembre de 1814, La Paz cayó nuevamente en manos de una insurrección revolucionaria, pero fue recuperada por los realistas en noviembre. 
Tras asumir brevemente el mando del Ejército del Norte el general San Martín, pasó luego el mando al general Rondeau, quien condujo la Tercera Expedición al Alto Perú, reconquistando Chuquisaca y Cochabamba y logrando la victoria en la batalla de Puesto del Marqués el 17 de abril de 1815, entrando poco después en Potosí. En octubre, los realistas al mando de Pezuela triunfan en Venta y Media y luego también en Sipe Sipe (o Viluma) el 29 de noviembre de 1815, lo que provocó la nueva caída del Alto Perú en manos realistas, retirándose el Ejército del Norte hasta Humahuaca, en la actual provincia de Jujuy.

## Republiquetas
Pero al margen de las incursiones del ejército argentino (llamado así por ser ese el gentilicio de los habitantes de las márgenes del Río de la Plata) en el territorio altoperuano, las guerrillas desempeñaron un papel sumamente importante en la consecución de la independencia de Bolivia. El cura Ildefonso de las Muñecas cubrió el norte del lago Titicaca, Sorata y Yavi; en el sudeste, entre Camargo y Cotagaita estaba Vicente Camargo; entre los ríos Grande y Pilcomayo, y en la Laguna combatían los esposos Padilla; y por último en el este en la Provincia de Santa Cruz de la Sierra, se encontraban la de Vallegrande y Santa Cruz de la Sierra, ponía en jaque a las autoridades realistas, los rebeldes patriotas Ignacio Warnes y José Manuel Mercado.
Fracasada la intervención militar de los tres Ejércitos Auxiliares, Pezuela, el comandante realista que logró derrotar a Rondeau, ante la súbita aparición de grupos guerrilleros en casi todo el territorio del Alto Perú, organizó una cruenta arremetida entre los años 1815 y 1816, logrando paralizar prácticamente toda la actividad subversiva y dando muerte a sus principales líderes como Padilla, quien cayo heroicamente en El Villar bajo la espada del comandante realista Aguilera. El 14 de septiembre de 1816. Vicente Camargo e Ignacio Warnes también fueron derrotados sangrientamente por los realistas. Tendencia que continuaría en el levantamiento de Cochabamba en septiembre de 1816 al que se reunieron otras provincias de Charcas.

## Sucre y el Ejército Libertador del Perú
El 6 de agosto de 1824 Bolívar derrotó al ejército realista del general José de Canterac con el coronel Manuel Isidoro Suárez en la Batalla de Junín. Esta victoria constituye sobre todo, el paso previo para el triunfo final en la batalla de Ayacucho. Los jefes realistas, Canterac, Carratalá, Váldés y La Serna, reunidos en el Cuzco decidieron reorganizar sus fuerzas y salir al encuentro de los vencedores de Junín. Sucre, por encargo de Simón Bolívar, decide continuar la campaña militar en el Perú, y el 9 de diciembre de 1824, los independentistas logran una victoria en la llanura de Ayacucho, pampas de Quinua. Con la capitulación del virrey La Serna se reconocía la "Independencia del Perú y América".
El 29 de enero de 1825, el general José Miguel Lanza proveniente de las zonas rurales cercanas (republiquetas), tomó la ciudad de La Paz y declaró la independencia de las Provincias del Alto Perú, siendo nombrado su primer presidente. El 6 de febrero el mariscal Sucre a la cabeza del Ejército Libertador cruzó el río Desaguadero.
Efectivamente, en la tercera semana de enero el ejército vencedor en Ayacucho continuó del Cuzco hacia Puno, llevando siempre como vanguardia a la División Peruana, confiada en esta oportunidad al Coronel O'Connor, menos el batallón núm. 3 del Perú, que se quedó de guarnición en el Cuzco.
Sucre avanza sobre el Alto Perú con el ejército libertador. La división de Colombia (Córdova) queda acantonada en La Paz mientras que la división del Perú se interna hasta Oruro y Potosí, donde recibe la noticia de la muerte de Olañeta el 2 de abril de 1825 en el combate de Tumusla.

## La Declaración de Independencia

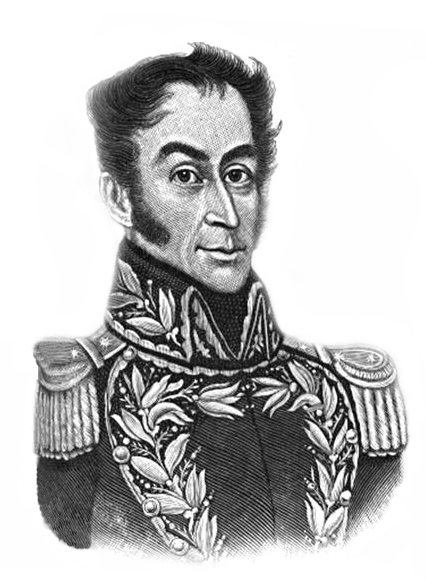
Simón Bolívar, El "Libertador"

Luego del triunfo del Ayacucho, y siguiendo precisas instrucciones de Bolívar, el comandante Sucre entra en territorio alto peruano el 6 de agosto de 1825. Su papel se limita a dar visos de legalidad a un proceso que los mismos patriotas ya habían puesto en marcha.

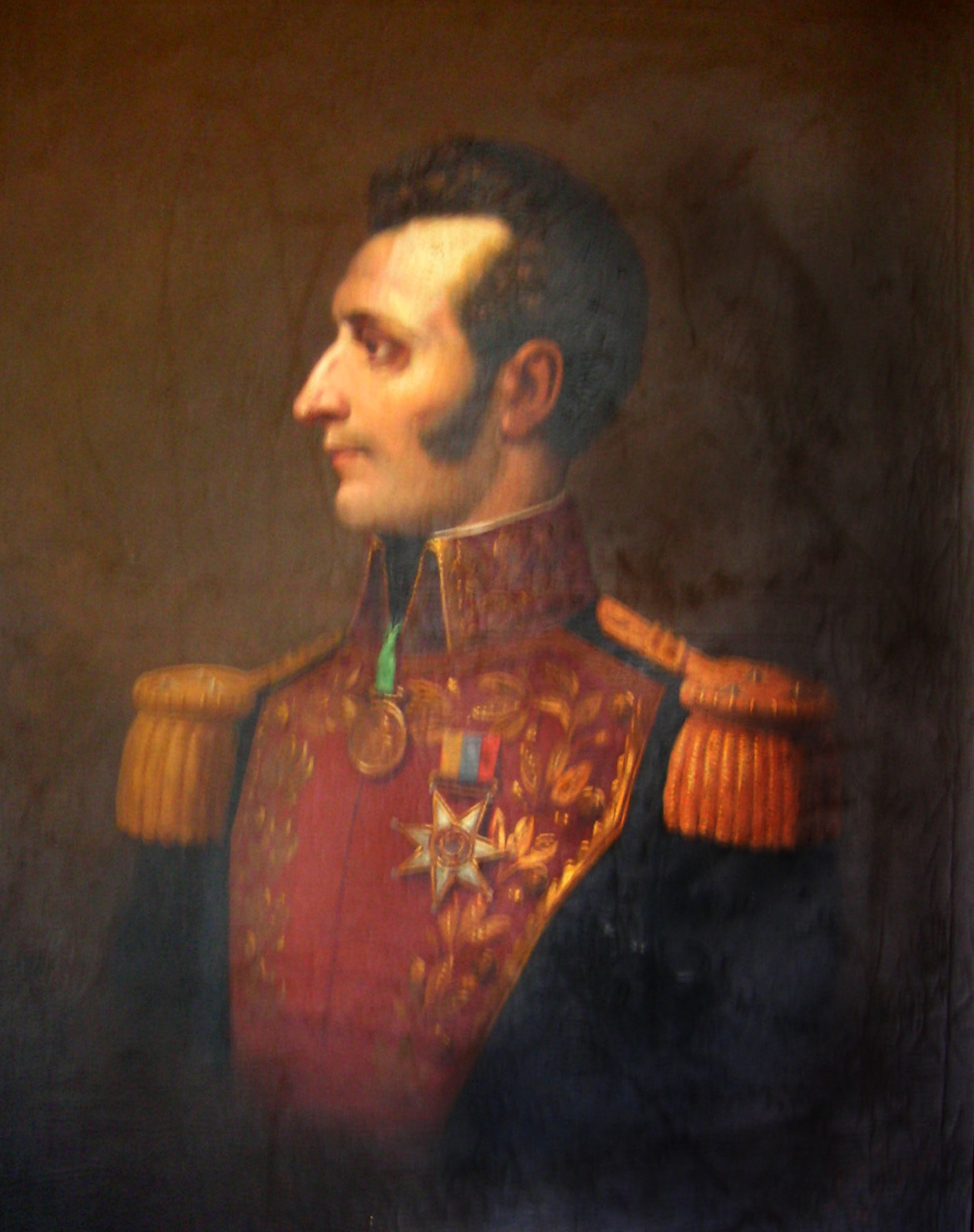
Mariscal Antonio José de Sucre Presidente de la República de Bolivia en 1825

Pero el destino de la nueva república estaba sujeto a tres posibilidades: proseguir la unidad con Buenos Aires, incorporándose a las Provincias Unidas; mantener la adhesión al Perú reconociendo las medidas de incorporación dictadas por el virrey Abascal como resultado de la revolución del 25 de mayo de 1809 en Sucre (Capital de Bolivia); o sostener con decisión la independencia absoluta del Alto Perú, no sólo con relación a España, sino también con referencia a las Provincias Unidas del Río de la Plata y al Perú, recién sececionado. 
El acta de independencia, redactada por el presidente del Congreso, José Mariano Serrano, fue declarada por 7 representantes de Charcas, 14 de Potosí, 12 por La Paz, 13 por Cochabamba y 2 por Santa Cruz; el 23 de julio de 1825, redactándose el "Acta de la Independencia", llevando la fecha de 6 de agosto de 1825, en conmemoración de la Batalla de Junín, la cual se desarrolló el 6 de agosto de 1824.
Mediante un decreto se determinó que el nuevo estado llevaría el nombre de Bolívar, en homenaje a este personaje, quien a la vez fue designado "Padre de la República y Jefe Supremo del Estado". Bolívar agradeció estos honores, pero declinó la aceptación de la Presidencia de la República, para cuyo cargo designó al general Antonio José de Sucre.